# Полещук, Сергей Гаврилович
Серге́й Гаври́лович Полещу́к (Полешук) (1888—1955) — капитан 5-го Особого пехотного полка экспедиционного корпуса Русской армии во Франции, герой Первой мировой войны, участник Белого движения.

## Биография
Из крестьян. Образование получил в Ровенском реальном училище, где окончил 4 класса.
В 1911 году окончил Виленское военное училище, откуда выпущен был подпоручиком в 20-й стрелковый полк. 9 мая 1914 года переведён в 125-й пехотный Курский полк, в рядах которого и вступил в Первую мировую войну. Удостоен ордена Св. Георгия 4-й степени:
За то, что в бою у д. Сновидов, командуя 4-ю сводною ротою, составленной из остатков 15-й и 16-й рот этого же полка, 8 июня 1915 года перед рассветом, согласно полученному приказанию атаковать окопы противника, занимаемые превосходными силами, смело бросился со своею ротою из своих окопов на противника, штыковым ударом овладел его окопами, собственноручно взял пулемёт, действовавший против нас и своими действиями увлек к штыковому удару соседние части.
Произведён в поручики 3 августа 1915 года «за отличия в делах против неприятеля». Пожалован Георгиевским оружием:
За то, что в бою 2 сентября 1915 года личным примером беззаветной храбрости и отваги при трудных условиях местности, повёл свою роту под убийственным огнем противника в атаку на окопы укреплённого селения Семиковце и штыковым ударом овладел ими, при этом часть защитников была переколота и взято в плен более чем в два раза состава рот и один действующий пулемёт.
23 февраля 1916 года произведён в штабс-капитаны, а 16 июля того же года переведён в 5-й Особый пехотный полк. Произведён в капитаны 20 марта 1917 года.
В Гражданскую войну участвовал в Белом движении на Юге России. В начале 1919 года прибыл в Вооруженные силы Юга России с Легионом чести, в Русской армии — до эвакуации Крыма. Галлиполиец. В эмиграции в Болгарии, затем в Югославии и Франции. Болел туберкулезом, умер в госпитале в баварском Штраубинге. Похоронен там же.

## Награды
- Орден Святой Анны 4-й ст. с надписью «за храбрость» (ВП 25.01.1915)
- Орден Святого Станислава 3-й ст. с мечами и бантом (ВП 25.01.1915)
- Орден Святой Анны 3-й ст. с мечами и бантом (ВП 5.12.1915)
- Орден Святого Георгия 4-й ст. (ВП 30.12.1915)
- Георгиевское оружие (ВП 8.11.1916)